# Alfons Wachtelaer
Alphonsius Josephus (Alfons) Wachtelaer (Berchem, 20 april 1910 - 2003), was een Belgisch paramilitair en politicus voor de NSVAP.

## Levensloop
Eind december 1940 werd hij aangesteld als leider van de Antwerpse NSVAP, die hij twee maanden later integreerde in de Algemeene SS-Vlaanderen. Nadat hij tijdens een bezoek aan Duitsland in januari 1941 de beginselen inzake jeugdbeweging leerde kennen, richtte hij in maart 1941 de Vlaamsche Jeugd - voorloper van de Hitlerjeugd Vlaanderen - op. Van deze organisatie had hij samen met Jet Jorssen de leiding.
Hoewel hij hierin de steun had van Reichsjugendführung-leider Artur Axlmann, kwam hij in aanvaring met het AVNJ onder leiding van Edgar Lehembre. Op verzoek van Oberbannführer Rudolf Hemesath, gevolmachtigde voor België van de Reichsjugendführung, vonden er fusiegesprekken tussen beide organisaties plaats. In de loop van juni 1941, na een afreis naar Berlijn, kwam het alsnog tot een fusieakkoord tussen Wachtelaer, Lehembre en Van Haegendoren. Hieruit ontstond op 8 juli 1941 de NSJV, waarvan hij een tijdlang plaatsvervangend voorzitter was. Tot de NSJV traden voorts ook de Dietse Meisjesscharen (DMS) o.l.v. Jetje Claessens, de Vlaamse Jeugdherbergcentrale o.l.v. Dis Verstraete, het VIVO o.l.v. Edgar Wouters en de Vlaamse Jeugd Meisjes toe.
In 1942 verliet Wachtelaer de NSJV en volgde hij in het SS-Ausbildungslager te Sennheim  een opleiding en werd vervolgens actief als Sturmführer van de SS-Storm Berlijn, een rekruteringseenheid voor de Waffen-SS die Vlaamse arbeiders in de Duitse fabrieken wierf. In 1944 volgde hij een opleiding aan de SS-Junkerschule te Bad Tölz en vervoegde hij een eenheid van de Waffen-SS als Untersturmführer.
Op 19 september 1947 werd hij veroordeeld wegens collaboratie door de Krijgsraad van Brussel.
Over het verdere verloop van zijn leven is niets bekend.